# Water-polo aux championnats du monde de natation 2007
Pour un article plus général, voir Championnats du monde de natation 2007.
Navigation
Montréal 2005 Rome 2009
C'est dans le cadre des Championnats du monde de natation 2007 à Melbourne (Australie) que se sont déroulés les championnats du monde de water polo 2007.

## Hommes

### Tour préliminaire
Les équipes classées premières de chaque groupe sont qualifiées directement pour les quarts de finale. Les équipes classées aux deuxième et troisième places disputent un second tour qualificatif (en un match) pour la phase finale à élimination directe.

#### Groupe A
| Équipe    | Joués | V | N | D | BM | BE | DIF | Points |
| --------- | ----- | - | - | - | -- | -- | --- | ------ |
| Serbie    | 3     | 3 | 0 | 0 | 35 | 13 | +22 | 6      |
| Italie    | 3     | 2 | 0 | 1 | 31 | 15 | +16 | 4      |
| Allemagne | 3     | 1 | 0 | 2 | 27 | 26 | +1  | 2      |
| Japon     | 3     | 0 | 0 | 3 | 16 | 55 | -39 | 0      |

| 20 mars 2007 |        |           |
| Japon        | 6 – 20 | Italie    |
| Allemagne    | 7 – 11 | Serbie    |
| 22 mars 2007 |        |           |
| Japon        | 7 – 17 | Allemagne |
| Serbie       | 6 – 3  | Italie    |
| 24 mars 2007 |        |           |
| Japon        | 2 – 18 | Serbie    |
| Allemagne    | 3 – 8  | Italie    |

#### Groupe B
| Équipe         | Joués | V | N | D | BM | BE | DIF | Points |
| -------------- | ----- | - | - | - | -- | -- | --- | ------ |
| Croatie        | 3     | 3 | 0 | 0 | 33 | 22 | +11 | 6      |
| États-Unis     | 3     | 2 | 0 | 1 | 31 | 17 | +14 | 4      |
| Australie      | 3     | 1 | 0 | 2 | 24 | 25 | -1  | 2      |
| Afrique du Sud | 3     | 0 | 0 | 3 | 15 | 39 | -24 | 0      |

| 20 mars 2007 |        |                |
| Croatie      | 13 – 5 | Afrique du Sud |
| Australie    | 3 – 9  | États-Unis     |
| 22 mars 2007 |        |                |
| États-Unis   | 14 – 4 | Afrique du Sud |
| Croatie      | 10 – 9 | Australie      |
| 24 mars 2007 |        |                |
| Croatie      | 10 – 8 | États-Unis     |
| Australie    | 12 – 6 | Afrique du Sud |

#### Groupe C
| Équipe  | Joués | V | N | D | BM | BE | DIF | Points |
| ------- | ----- | - | - | - | -- | -- | --- | ------ |
| Espagne | 3     | 3 | 0 | 0 | 35 | 19 | +16 | 6      |
| Grèce   | 3     | 2 | 0 | 1 | 28 | 20 | +8  | 4      |
| Russie  | 3     | 1 | 0 | 2 | 26 | 28 | -2  | 2      |
| Chine   | 3     | 0 | 0 | 3 | 15 | 37 | -22 | 0      |

| 20 mars 2007 |        |         |
| Chine        | 4 – 15 | Espagne |
| Grèce        | 10 – 7 | Russie  |
| 22 mars 2007 |        |         |
| Russie       | 8 – 12 | Espagne |
| Chine        | 5 – 11 | Grèce   |
| 24 mars 2007 |        |         |
| Chine        | 6 – 11 | Russie  |
| Grèce        | 7 – 8  | Espagne |

#### Groupe D
| Équipe           | Joués | V | N | D | BM | BE | DIF | Points |
| ---------------- | ----- | - | - | - | -- | -- | --- | ------ |
| Hongrie          | 3     | 3 | 0 | 0 | 51 | 17 | +34 | 6      |
| Canada           | 3     | 2 | 0 | 1 | 24 | 35 | -11 | 4      |
| Roumanie         | 3     | 1 | 0 | 2 | 35 | 24 | 11  | 2      |
| Nouvelle-Zélande | 3     | 0 | 0 | 3 | 17 | 51 | -34 | 0      |

| 20 mars 2007     |        |                  |
| Canada           | 9 – 8  | Roumanie         |
| Hongrie          | 21 – 5 | Nouvelle-Zélande |
| 22 mars 2007     |        |                  |
| Nouvelle-Zélande | 4 – 18 | Roumanie         |
| Canada           | 3 – 19 | Hongrie          |
| 24 mars 2007     |        |                  |
| Canada           | 12 – 8 | Nouvelle-Zélande |
| Hongrie          | 11 – 9 | Roumanie         |

### Matchs de barrage
| 26 mars 2007 |                       |            |
| Allemagne    | 6 – 3                 | États-Unis |
| Grèce        | 8 – 7                 | Roumanie   |
| Russie       | 17 – 13               | Canada     |
| Italie       | 12 – 11 (après prol.) | Australie  |

### Phase finale

#### Quarts de finale
| 28 mars 2007 |        |           |
| Serbie       | 8 – 3  | Grèce     |
| Croatie      | 13 – 3 | Russie    |
| Espagne      | 7 – 5  | Italie    |
| Hongrie      | 13 – 6 | Allemagne |

#### Matchs de classement

##### 13eà16eplaces
| 26 mars 2007 |        |                  |
| Chine        | 11 – 8 | Nouvelle-Zélande |
| Japon        | 7 – 9  | Afrique du Sud   |

##### 9eà12eplaces
| 28 mars 2007 |         |          |
| Australie    | 15 – 9  | Roumanie |
| États-Unis   | 16 – 11 | Canada   |

##### 5eà8eplaces
| 28 mars 2007 |       |           |
| Grèce        | 9 – 8 | Russie    |
| Italie       | 6 – 5 | Allemagne |

#### Demi-finales
| 30 mars 2007 |                       |         |
| Serbie       | 7 – 10                | Croatie |
| Espagne      | 11 – 12 (après prol.) | Hongrie |

#### Matchs de classement

##### 15eplace
| 28 mars 2007 |        |                  |
| Japon        | 9 – 10 | Nouvelle-Zélande |

##### 13eplace
| 28 mars 2007   |                    |       |
| Afrique du Sud | 8 – 8 (4 pen. à 5) | Chine |

##### 11eplace
| 30 mars 2007 |         |        |
| Roumanie     | 15 – 13 | Canada |

##### 9eplace
| 30 mars 2007 |        |            |
| Australie    | 9 – 10 | États-Unis |

##### 7eplace
| 1er avril 2007 |        |           |
| Russie         | 11 – 8 | Allemagne |

##### 5eplace
| 1er avril 2007 |                      |        |
| Grèce          | 11 – 11 (4 pen. à 5) | Italie |

##### 3eplace
| 1er avril 2007 |                    |         |
| Serbie         | 9 – 9 (8 pen. à 9) | Espagne |

### Finale
| 1er avril 2007 |                     |         |
| Croatie        | 9 – 8 (après prol.) | Hongrie |

## Femmes

### Tour préliminaire

#### Groupe A
| Équipe    | Joués | V | N | D | BM | BE | DIF | Points |
| --------- | ----- | - | - | - | -- | -- | --- | ------ |
| Russie    | 3     | 3 | 0 | 0 | 46 | 26 | +20 | 6      |
| Espagne   | 3     | 2 | 0 | 1 | 37 | 25 | +12 | 4      |
| Allemagne | 3     | 1 | 0 | 2 | 28 | 37 | -9  | 2      |
| Chine     | 3     | 0 | 0 | 3 | 19 | 42 | -23 | 0      |

| 19 mars 2007 |         |           |
| Chine        | 7 – 15  | Espagne   |
| Russie       | 18 – 11 | Allemagne |
| 21 mars 2007 |         |           |
| Chine        | 8 – 16  | Russie    |
| Allemagne    | 6 – 15  | Espagne   |
| 23 mars 2007 |         |           |
| Chine        | 4 – 11  | Allemagne |
| Russie       | 12 – 7  | Espagne   |

#### Groupe B
| Équipe     | Joués | V | N | D | BM | BE | DIF | Points |
| ---------- | ----- | - | - | - | -- | -- | --- | ------ |
| Australie  | 3     | 3 | 0 | 0 | 42 | 8  | +34 | 6      |
| Canada     | 3     | 2 | 0 | 1 | 23 | 12 | +11 | 4      |
| Brésil     | 3     | 1 | 0 | 2 | 19 | 19 | 0   | 2      |
| Porto Rico | 3     | 0 | 0 | 3 | 7  | 52 | -45 | 0      |

| 19 mars 2007 |        |            |
| Brésil       | 13 – 2 | Porto Rico |
| Canada       | 4 – 5  | Australie  |
| 21 mars 2007 |        |            |
| Canada       | 6 – 3  | Brésil     |
| Porto Rico   | 1 – 26 | Australie  |
| 23 mars 2007 |        |            |
| Canada       | 13 – 4 | Porto Rico |
| Brésil       | 3 – 11 | Australie  |

#### Groupe C
| Équipe     | Joués | V | N | D | BM | BE | DIF | Points |
| ---------- | ----- | - | - | - | -- | -- | --- | ------ |
| États-Unis | 3     | 3 | 0 | 0 | 30 | 18 | +12 | 6      |
| Grèce      | 3     | 2 | 0 | 2 | 31 | 19 | +12 | 4      |
| Pays-Bas   | 3     | 1 | 0 | 2 | 27 | 30 | -3  | 2      |
| Kazakhstan | 3     | 0 | 0 | 3 | 17 | 38 | -21 | 0      |

| 19 mars 2007 |        |            |
| Grèce        | 11 – 5 | Kazakhstan |
| Pays-Bas     | 7 – 9  | États-Unis |
| 21 mars 2007 |        |            |
| États-Unis   | 13 – 5 | Kazakhstan |
| Grèce        | 14 – 6 | Pays-Bas   |
| 23 mars 2007 |        |            |
| Grèce        | 6 – 8  | États-Unis |
| Pays-Bas     | 14 – 7 | Kazakhstan |

#### Groupe D
| Équipe           | Joués | V | N | D | BM | BE | DIF | Points |
| ---------------- | ----- | - | - | - | -- | -- | --- | ------ |
| Hongrie          | 3     | 2 | 1 | 0 | 44 | 19 | +25 | 5      |
| Italie           | 3     | 2 | 1 | 0 | 46 | 22 | +24 | 5      |
| Nouvelle-Zélande | 3     | 0 | 1 | 2 | 23 | 45 | -22 | 1      |
| Cuba             | 3     | 0 | 1 | 2 | 16 | 43 | -27 | 1      |

| 19 mars 2007 |        |                  |
| Cuba         | 7 – 7  | Nouvelle-Zélande |
| Italie       | 8 – 8  | Hongrie          |
| 21 mars 2007 |        |                  |
| Hongrie      | 17 – 7 | Nouvelle-Zélande |
| Cuba         | 5 – 17 | Italie           |
| 23 mars 2007 |        |                  |
| Cuba         | 4 – 19 | Hongrie          |
| Italie       | 21 – 9 | Nouvelle-Zélande |

### Matchs de barrage
| 25 mars 2007 |         |                  |
| Espagne      | 13 – 9  | Brésil           |
| Allemagne    | 10 – 14 | Canada           |
| Grèce        | 9 – 5   | Nouvelle-Zélande |
| Pays-Bas     | 6 – 7   | Italie           |

### Phase finale

#### Quarts de finale
| 27 mars 2007 |        |           |
| Russie       | 10 – 9 | Grèce     |
| États-Unis   | 10 – 6 | Espagne   |
| Hongrie      | 11 – 9 | Canada    |
| Italie       | 8 – 12 | Australie |

#### Matchs de classement

##### 13eà16eplaces
| 25 mars 2007 |        |            |
| Chine        | 12 – 4 | Porto Rico |
| Kazakhstan   | 10 – 7 | Cuba       |

##### 9eà12eplaces
| 27 mars 2007 |        |                  |
| Brésil       | 14 – 7 | Nouvelle-Zélande |
| Allemagne    | 6 – 8  | Pays-Bas         |

##### 5eà8eplaces
| 29 mars 2007 |        |        |
| Grèce        | 9 – 10 | Italie |
| Espagne      | 6 – 9  | Canada |

#### Demi-finales
| 29 mars 2007 |                      |           |
| États-Unis   | 10 – 9 (après prol.) | Hongrie   |
| Russie       | 9 – 12               | Australie |

#### Matchs de classement

##### 15eplace
| 27 mars 2007 |        |      |
| Porto Rico   | 9 – 11 | Cuba |

##### 13eplace
| 27 mars 2007 |        |            |
| Chine        | 9 – 12 | Kazakhstan |

##### 11eplace
| 29 mars 2007     |                       |           |
| Nouvelle-Zélande | 11 – 12 (après prol.) | Allemagne |

##### 9eplace
| 29 mars 2007 |        |          |
| Brésil       | 2 – 11 | Pays-Bas |

##### 7eplace
| 31 mars 2007 |        |         |
| Grèce        | 9 – 11 | Espagne |

##### 5eplace
| 31 mars 2007 |       |        |
| Italie       | 7 – 3 | Canada |

##### 3eplace
| 31 mars 2007 |       |         |
| Russie       | 9 – 8 | Hongrie |

### Finale
| 31 mars 2007 |       |            |
| Australie    | 5 – 6 | États-Unis |

## Légende
- joués : matchs joués
- V : victoires
- N : nuls
- D : défaites
- BM : buts marqués
- BE : buts encaissés
- DIF : différence de but